# Community Colocation Project
Community Colocation Project (CCP) ou Community "Colo"   é uma organização sem fins lucrativos que oferece serviços de hospedagem para servidores de outras organizações sem fins lucrativos.
Do ponto de vista físico e da infra-estrutura, funciona da mesma forma que um colocation corporativo, isto é, como um data center independente, que hospeda servidores de diversas organizações.
A diferença está na forma de organização, na divisão dos custos e no objetivo principal - uso da tecnologia para promoção da justiça social e para a defesa de direitos humanos, principalmente da liberdade de expressão. As decisões são tomadas com base em princípios, não visando lucro.

## Características e objetivos
Os CCPs hospedam servidores de organizações sem fins lucrativos e grupos comunitários, a preço de custo. O primeiro CCP foi implementado na Califórnia, entre 2001 e 2002. De acordo com as informações disponíveis até o momento, essas organizações existem apenas no Canadá e nos Estados Unidos.
As organizações e grupos clientes dos community colocations são voltados para finalidades sociais ou para o desenvolvimento de projetos de softwares livres e adeptos de Linux.
Cada usuário paga de acordo com o que usa. Os preços são escalonados (sliding scale fees), considerando o custo, a capacidade de pagamento do usuário e a disponibilidade de recursos do CCP, que se mantém à base de doações.

### História
- Instalação do California Community Colo Project (CCCP) - 2001.
- CCP's aparecem em outras regiões - Seattle,[2] Toronto.[3] Estão em fase de estruturação em Chicago,[4] Washington DC e New York.
- Dezembro de 2006: o California Community Colo Project fecha as portas, sendo substituído pelo San Francisco Community Colocation Project (SFCCP).[5]

### Organização
Um CCP oferece serviços à comunidade e é conduzido e controlado por voluntários da própria comunidade. Funcionando em regime de autogestão, a organização se estrutura em grupos de trabalho:
- Grupo responsável pela organização geral
- Grupo de voluntários/as administradores/as de sistema
- Grupo responsável pela rede
- Grupo voluntário administrativo
- Clientes: pessoas ou organizações que possuem servidores hospedados no colocation. Exemplos: projetos de software livre, ONGs, grupos de 'media' independente, etc.

### Infra-estrutura de um CCP
- Energia;
- Banda de Internet: divisão de banda;
- Assistência do grupo de manutenção da rede;
- Espaço físico.

### Recursos institucionais
Os CCCP mantêm relações com a Electronic Frontier Foundation - EFF, entidade ligada à defesa da liberdade de expressão no mundo digital.